# District de Korvensuora
Le district de Korvensuora (en finnois : Korvensuoran suuralue) est un district  de la ville d'Oulu en Finlande. 

## Description
Le district a 8 038 habitants (31.12.2018)
 
et 5 844 emplois (31.12.2009)
.